# Помпео, Майк
Майкл Ри́чард (Майк) Помпе́о (англ. Michael Richard «Mike» Pompeo; род. 30 декабря 1963, Ориндж, Калифорния, США) — американский политический и государственный деятель, дипломат; государственный секретарь США с 26 апреля 2018 по 20 января 2021 года, директор Центрального разведывательного управления (2017—2018), был представителем штата Канзас в конгрессе (2011—2017) и является членом движения чаепития в Республиканской партии.

## Биография
Помпео родился в Ориндже, Калифорния в семье выходцев из Италии. Его бабушка по отцу родилась в Караманико-Терме. Живя в близлежащей Санта-Ане, штат Калифорния, он учился в средней школе Лос-Амигоса, находящейся в соседнем городе Фаунтин-Валли, где играл в баскетбол за местную команду; школу окончил в 1982 году. Затем он посещал Военную академию США в Вест-Пойнте и Гарвард. Впоследствии служил в армии, как офицер в бронетанковой дивизии.
С 1986 по 1991 год Помпео служил в армии США в качестве бронетанкового офицера в Западной Германии — во 2-м эскадроне 7-го кавалерийского полка 4-й пехотной дивизии. Он служил командиром танкового взвода, затем стал заместителем командира кавалерийского эскадрона по техническому обеспечению. Помпео покинул армию США в звании капитана.
В 1994 году Помпео окончил юридический факультет Гарвардского университета со степенью доктора права, был редактором юридического журнала Гарвардского университета. Затем работал адвокатом.

### Бизнес-карьера
Помпео основал компании Thayer Aerospace (названную так в честь «Отца Вест-Пойнта» Силвануса Тейера) и Private Security. В 2006 году он продал свои акции Thayer (которая была переименована в Nex-Tech Aerospace). Стал президентом Sentry International, компании нефтепромыслового оборудования.

### Конгрессмен
В 2011—2017 годах был членом Палаты представителей от штата Канзас, работал в спецкомитете по разведке и в комитете по энергетике и торговле.
Помпео выступал против предложенной Б. Обамой реформы здравоохранения.

### Директор ЦРУ (2017—2018)
18 ноября 2016 года Дональд Трамп объявил, что назначит Помпео директором Центрального разведывательного управления. Он был подтверждён Сенатом Соединённых Штатов 23 января 2017 года (66 голосов за и 32 против). Единственным республиканцем, проголосовавшим против него, был Рэнд Пол из Кентукки. Помпео был приведён к присяге в тот же вечер вице-президентом Майком Пенсом.
В феврале 2017 года Помпео отправился в Турцию и Саудовскую Аравию. Помпео наградил тогдашнего наследного принца Саудовской Аравии Мухаммеда ибн Наифа медалью ЦРУ «Джордж Тенет».
27—28 января 2018 года в Вашингтоне состоялась самая статусная и представительная встреча руководителей американских и российских спецслужб. Помпео принял главу Службы внешней разведки Российской Федерации Cергея Нарышкина, директора Федеральной службы безопасности Александра Бортникова и начальника военной разведки России Игоря Коробова.
В сентябре 2017 года Помпео ходатайствовал о расширении полномочий ЦРУ в части проведения контртеррористических операций, в том числе в Афганистане.
В 2018 году Помпео посетил КНДР в качестве эмиссара и встретился с северокорейским лидером Ким Чен Ыном.
Его называют одним из «ястребов» по отношению к Ирану и Венесуэле.

### Государственный секретарь США
13 марта 2018 года был выдвинут президентом Дональдом Трампом на должность Государственного секретаря США. Вступил в эту должность с 26 апреля 2018 года, получив подтверждение большинства голосов в Сенате.
4 декабря 2018 года на встрече министров иностранных дел стран НАТО объявил о готовности США через 60 дней выйти из Договора о ликвидации ракет средней и меньшей дальности, если Россия не прекратит нарушать его условия. Это заявление было поддержано союзниками США (5 декабря президент Путин заявил журналистам, что США не предоставили никаких доказательств нарушения Россией принятых на себя обязательств, и просто ищут обоснование для уже принятого ранее решения о выходе из ДРСМД). 7 декабря заместитель Помпео Андреа Томпсон назвала ракету, нарушающую по мнению США условия договора — 9М729 (комплекс «Искандер»), но российская сторона вновь отвергла обвинения.
На этом посту Майк Помпео признал поставки американского оружия для ВСУ во время вооружённого конфликта на востоке Украины. «Мы дали им настоящее оружие, чтобы они могли сражаться против русских» — сказал госсекретарь США, одновременно критикуя президента России Путина и предыдущего президента США, последнего за бесхребетную политику на Украине, — «Тогда как они предпочитали отправлять одеяла».
В декабре 2019 года в американских СМИ тиражировались слухи о намерении Майка Помпео оставить свой пост ради участия в выборах в Сенат от штата Канзас. В частности, газета The Washington Post сообщила, что Президент США Дональд Трамп присматривает кандидата на должность госсекретаря на случай, если действующий глава американского внешнеполитического ведомства уйдёт в отставку. 30 декабря 2019 года Помпео в интервью FoxNews опроверг эти слухи и сообщил, что намерен оставаться госсекретарём США до тех пор, пока президент США Дональд Трамп хочет видеть его на этом посту. 6 января 2020 года в ходе закрытой встречи Помпео уведомил лидера республиканского большинства в Сенате Митча Макконнелла о том, что не намерен баллотироваться в Сенат от штата Канзас, хотя и рассматривал такую возможность. В конце января 2020 года Помпео заявил о готовности остаться на посту Госсекретаря США ещё на 4 года в случае переизбрания Трампа.
1 февраля 2020 года в Минске М. Помпео встретился с Александром Лукашенко.
3 марта 2021 года в эфире телеканала Fox News Помпео заявил, что планирует принять участие в президентской гонке в 2024 году.
10 ноября 2024 года Дональд Трамп в своём телеграм-канале заявил, что не будет приглашать Майкла Помпео присоединиться к новой команде президента[значимость факта?].

## Личная жизнь
В 1986 году женился на Лесли Либерт, но позже пара развелась. Затем Майк женился на Сьюзен Помпео, у них есть сын Николас.

## Награды
- Крест «За заслуги» (2021 год, Министерство иностранных дел Эстонии)[50]